# 大紫花针茅
大紫花针茅（学名：Stipa purpurea var. arenosa）为禾本科针茅属下的一个变种。

## 扩展阅读
- 維基物種上的相關：大紫花针茅